# Ratanachai Sor Vorapin
Ratanachai Sor Vorapin est un boxeur thaïlandais né le 1er novembre 1976 à Dan Khun Thot.

## Carrière
Passé professionnel en 1992, il remporte le titre de champion du monde des poids coqs WBO le 7 mai 2004 après sa victoire aux points contre Cruz Carbajal. Sor Vorapin bat ensuite Mauricio Martinez puis perd sa ceinture WBO le 29 octobre 2005 face à Jhonny Gonzalez. Il perd le 6 avril 2008 un autre combat de championnat du monde WBO des poids coqs contre Gerry Penalosa et prend sa retraite en 2011 sur un bilan de 75 victoires et 13 défaites.